# 아우토반 93호선

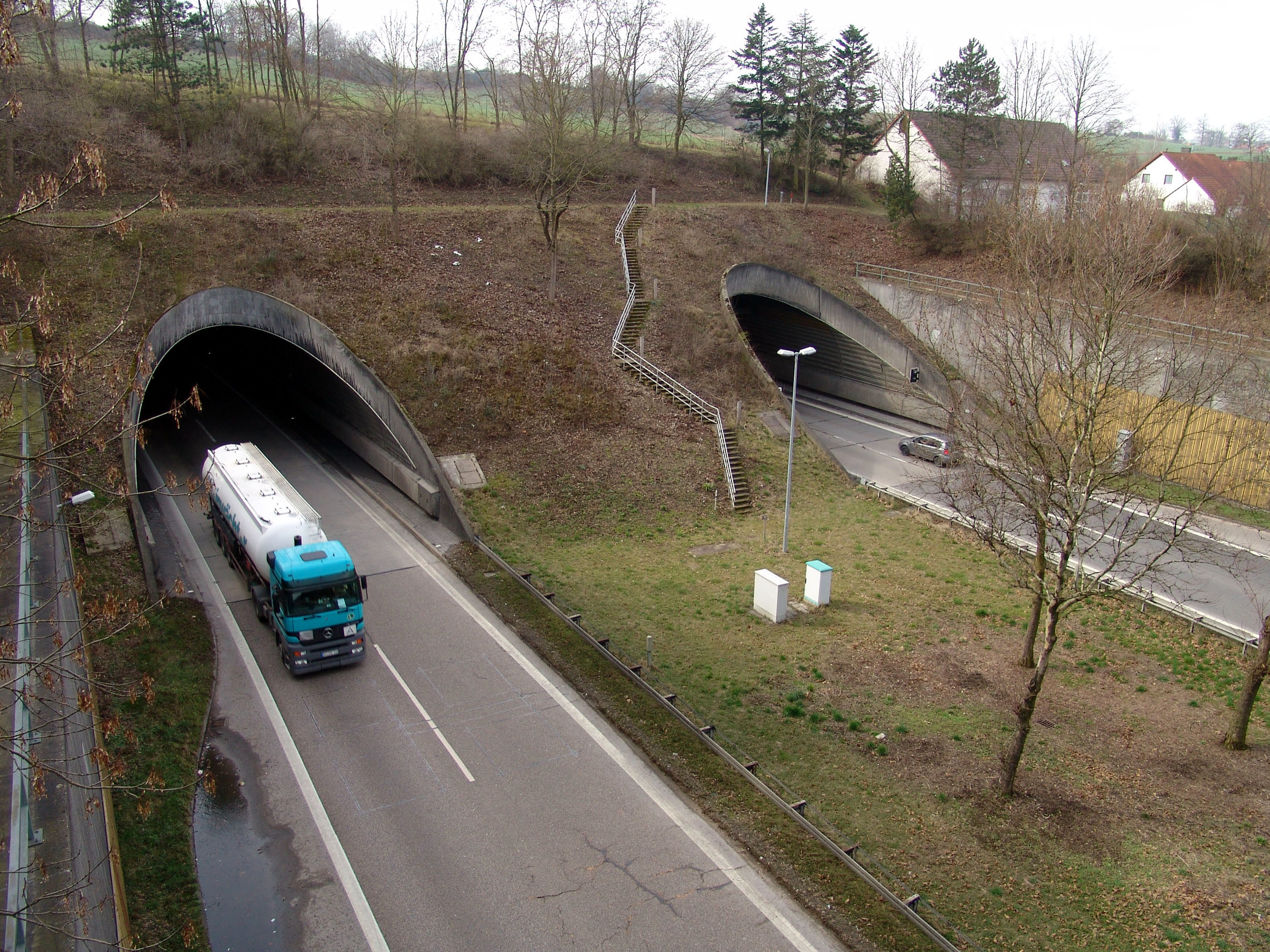
파펜슈타인의 한 터널로 통과하고 있는 아우토반 93호선

아우토반 93호선(BAB 93, A 93, Bundesautobahn 93)은 바이에른주의 호프에서 보르나까지 이어주는 아우토반 노선으로, 총 연장은 266km이다. 그러나 이 고속도로의 구간은 2가지의 부분으로 구성되어 있다. 하나는 짧은 트랙형 구간으로 아우토반 8호선에서 길목이 갈라지고, 국경을 건너 오스트리아 티롤주에서는 인탈 아우토반과 연결한다. 또 다른 하나의 부분은 바이에른주의 호프에서는 아우토반 72호선과 접촉하며 북부의 할러타우에서는 아우토반 9호선과도 연결된다. 그래서 

## 접촉하는 도로
- 아우토반 72호선
- 아우토반 6호선
- 아우토반 3호선
- 아우토반 9호선
- 아우토반 8호선
- 아우토반 99호선
- 오스트리아 국경을 건너면 : 인탈 아우토반(영어판, 독일어판)와 접촉함.